# Moosbeer-Nacktbasidie
Die Moosbeer-Nacktbasidie (Exobasidium oxycocci) ist eine Pilzart aus der Familie der Nacktbasidienverwandten (Exobasidiaceae). Sie lebt als Endoparasit auf Gewöhnlichen Moosbeeren (Vaccinium oxycoccos) und infiziert junge Sprosse und Blätter. Erste Symptome des Befalls durch die Moosbeer-Nacktbasidie sind deformierte rosa Blätter, die vom Auftreten des weißen Myzels an der Pflanzenoberfläche gefolgt werden. Die Art ist in Nord- und Mitteleuropa nachgewiesen.

## Merkmale

### Makroskopische Merkmale
Die Moosbeer-Basidie ist mit bloßem Auge zunächst nicht zu erkennen, Anfangssymptome sind die Verformung und Rosafärbung der Blätter und Sprosse der befallenen Pflanze. Das weiße Myzel des Pilzes tritt später aus und überzieht das gesamte Blatt beziehungsweise den ganzen Spross.

### Mikroskopische Merkmale
Das Myzel der Moosbeer-Nacktbasidie wächst interzellulär und bildet Saugfäden, die in das Speichergewebe des Wirtes wachsen. Basidien werden entweder einzeln oder in Büschen zwischen den Zellen der Pflanzenepidermis gebildet. Die Basidien sind lang, unseptiert und schmalkeulig, die Sporen hyalin und dünnwandig.

## Verbreitung
In Europa beschränkt sich die Verbreitung der Moosbeer-Nacktbasidie auf Mittel- und Nordeuropa, sie ist an das Vorkommen der Gewöhnlichen Moosbeere (Vaccinium oxycoccos) gebunden.

## Ökologie
Einziger Wirt der Moosbeer-Nacktbasidie ist die Gewöhnliche Moosbeere. Der Pilz ernährt sich von den im Speichergewebe der Pflanzen vorhandenen Nährstoffen; beschränkt sich im Befall aber auf Blätter und Sprosse. Die Übertragung von einer Pflanze zur nächsten erfolgt durch Sporenflug.